# 青野厚司
青野 厚司（あおの あつし、1964年7月12日 - ）は、日本のアニメーター。フリー。

## 人物
『名探偵コナン』の作画監督として知られ、本編の作画監督の担当回数は2011年現在でも最多。放送開始当初の第5話「新幹線大爆破事件」から作画監督を務めていたが、第406話「コナン平次の推理マジック（仕掛編）」（2005年放送）を以って降板し、2007年の『少年サンデー』全員サービスDVDで総作画監督を務めたのを除き、長らく『コナン』の仕事を行っていなかった。その後の『コナン』の仕事としては、2015年の劇場版とテレビシリーズおよび2016年の劇場版では原画としての参加に留まり、長らく作画監督を務めることはなかったが、2018年のテレビシリーズ第890話「新任教師の骸骨事件（後編）」にて作画監督に復帰した。

## 参加作品

### テレビアニメ
1985年
- 機動戦士Ζガンダム（1985年 - 1986年、動画）
- オバケのQ太郎（1985年 - 1987年、原画）
- 超獣機神ダンクーガ（動画）
- 六三四の剣（1985年 - 1986年、原画）
- 蒼き流星SPTレイズナー（1985年 - 1986年、動画）

1989年
- 魔動王グランゾート（1989年 - 1990年、作画監督）

1991年
- 新世紀GPXサイバーフォーミュラ（作画監督）

1992年
- ママは小学4年生（作画監督）
- ヤダモン（1992年 - 1993年、作画監督）

1994年
- 七つの海のティコ（原画）

1996年
- 名探偵コナン（1996年 - 2005年、2015年、2016年、2018年、サブキャラクターデザイン、作画監督、作画監督補、原画、OP原画）

1998年
- Weiß kreuz（作画監督）

1999年
- 十兵衛ちゃん -ラブリー眼帯の秘密-（作画監督）
- A.D.POLICE（原画）
- GTO（1999年 - 2000年、作画監督）
- THE ビッグオー（原画）

2000年
- 風まかせ月影蘭（原画）
- 陽だまりの樹（原画）
- へろへろくん（2000年 - 2001年、作画監督、原画）
- アニメまんざい（2000年 - 2001年、作画監督、原画）

2001年
- SAMURAI GIRL リアルバウトハイスクール（作画監督）
- テニスの王子様（2001年 - 2005年、作画監督）

2002年
- アクエリアンエイジ Sign for Evolution（作画監督）
- NARUTO -ナルト-（作画監督）

2003年
- 真・女神転生Dチルドレン ライト&ダーク（作画監督）
- 陸奥圓明流外伝 修羅の刻（作画監督）
- はじめの一歩 Champion Road（原画）
- カレイドスター（作画監督）

2004年
- お伽草子（原画）

2005年
- ぺとぺとさん（原画）
- ゾイドジェネシス（作画監督）
- エンジェル・ハート（キャラクターデザイン、総作画監督、作画監督）

2006年
- DEATH NOTE（2006年 - 2007年、作画監督）
- 史上最強の弟子ケンイチ（2006年 - 2007年、作画監督）
- D.Gray-man（2006年 - 2008年、作画監督）

2007年
- デルトラクエスト（2007年 - 2008年、作画監督）
- ドージンワーク（作画監督）
- BACCANO! -バッカーノ!-（作画監督）
- 精霊の守り人（原画）
- シグルイ（原画）
- バンブーブレード（2007年 - 2008年、作画監督、作監協力、原画）

2008年
- 二十面相の娘（原画、作画監督）
- 秘密 〜The Revelation〜（作画監督）
- BLASSREITER（原画）
- 夏目友人帳（作画監督）
- Mission-E（作画監督）
- ミチコとハッチン（原画）
- ヴァンパイア騎士 Guilty（作画監督）
- イナズマイレブン（作画監督、原画）

2009年
- RIDEBACK（原画）
- 鉄のラインバレル（作画監督、原画）
- みなみけ おかえり（作画監督）
- 続 夏目友人帳（作画監督）
- ヤッターマン（作画監督）
- リストランテ・パラディーゾ（設定協力、作画監督）
- 戦う司書 The Book of Bantorra（作画監督）
- 真・恋姫†無双（作画監督）

2010年
- デュラララ!!（作画監督、作画監督補佐、OP原画）
- 聖痕のクェイサー（作画監督補佐）
- FAIRY TAIL（作画監督）
- 海月姫（作画監督）
- 刀語（原画）
- 鋼の錬金術師 FULLMETAL ALCHEMIST（作画監督）

2011年
- GOSICK -ゴシック-（OP原画、作画監督、作画監督補佐）
- IS 〈インフィニット・ストラトス〉（原画）
- 放浪息子（作画監督）
- レベルE（作画監督）
- STEINS;GATE（作画監督）
- 夏目友人帳 参（作画監督）
- 神様ドォルズ（作画監督）
- SKET DANCE（作画監督）
- イナズマイレブンGO（作画監督）
- ベン・トー（OP原画、OP作画監督補佐）
- ぬらりひょんの孫 千年魔京（作画監督、原画）
- ちはやふる（原画）
- UN-GO（作画監督）
- 君と僕。（原画）
- ルパン三世 血の刻印 〜永遠のMermaid〜（原画）

2012年
- ギルティクラウン（原画）
- 夏目友人帳 肆（作画監督）
- Persona4 the ANIMATION（原画）
- 緋色の欠片（総作画監督、総作画監督補、作画監督、OPED作画監督）
- 君と僕。2（作画監督）
- シャイニング・ハーツ 〜幸せのパン〜（作画監督）
- エウレカセブンAO（作画監督）
- 絶園のテンペスト（OP原画）
- 緋色の欠片 第二章（総作画監督）
- となりの怪物くん（作画監督）

2013年
- 銀魂' 延長戦（作画監督）
- 幕末義人伝 浪漫（作画監督）
- DEVIL SURVIVOR 2 the ANIMATION（作画監督）
- Fate/kaleid liner プリズマ☆イリヤ（作画監督）
- メガネブ!（作画監督）
- サムライフラメンコ（原画）
- ルパン三世 princess of the breeze 〜隠された空中都市〜（作画監督）

2014年
- ノラガミ（作画監督）
- ソウルイーターノット!（作画監督）
- 龍ヶ嬢七々々の埋蔵金（作画監督）
- 幕末Rock（作画監督）
- キャプテン・アース（作画監督）
- DRAMAtical Murder（作画監督）
- ログ・ホライズン（第2シリーズ、作画監督）
- 俺、ツインテールになります。（作画監督）

2015年
- デュラララ!!×2 承（作画監督）
- 魔法少女リリカルなのはViVid（作画監督）
- ジュエルペット マジカルチェンジ（作画監督）
- 六花の勇者（作画監督）
- コンクリート・レボルティオ〜超人幻想〜（作画監督、作画監督補佐）

2016年
- おそ松さん（作画監督）
- リルリルフェアリル〜妖精のドア〜（作画監督）
- シュヴァルツェスマーケン（作画監督）
- プリンス・オブ・ストライド オルタナティブ（作画監督）
- パズドラクロス（作画監督）
- チア男子!!（作画監督）
- モンスターハンター ストーリーズ RIDE ON（作画監督）
- TRICKSTER -江戸川乱歩「少年探偵団」より-（作画監督）
- 夏目友人帳 伍（作画監督）

2017年
- AKIBA'S TRIP -THE ANIMATION-（作画監督協力）
- Rewrite（作画監督）
- 神撃のバハムート VIRGIN SOUL（作画監督）
- Fate/Apocrypha（作画監督）
- いぬやしき（作画監督）

2018年
- ゆるキャン△（作画監督）
- かくりよの宿飯（作画監督）
- はたらく細胞（作画監督）

2019年
- ブギーポップは笑わない（作画監督）
- 私に天使が舞い降りた!（作画監督）
- 五等分の花嫁（作画監督）
- BAKUMATSUクライシス（作画監督）
- 真夜中のオカルト公務員（作画監督）
- 女子高生の無駄づかい（作画監督、総作画監督）
- 戦×恋（作画監督）
- ACTORS -Songs Connection-（作画監督）
- 俺を好きなのはお前だけかよ（作画監督）
- ぼくたちは勉強ができない!（作画監督）
- 歌舞伎町シャーロック（作画監督）

2020年
- 宝石商リチャード氏の謎鑑定（作画監督）
- pet（作画監督）
- 魔術士オーフェンはぐれ旅（作画監督、総作画監督）
- ドラえもん（作画監督）
- 白猫プロジェクト ZERO CHRONICLE（作画監督）
- 富豪刑事 Balance:UNLIMITED（作画監督）
- 啄木鳥探偵處（作画監督）
- モンスター娘のお医者さん（作画監督）
- 進撃の巨人（作画監督）

2021年
- オルタンシア・サーガ（作画監督）
- 無職転生 〜異世界行ったら本気だす〜（作画監督）
- 七つの大罪 憤怒の審判（作画監督）
- アイ★チュウ（作画監督）
- セスタス -The Roman Fighter-（作画監督）
- ひげを剃る。そして女子高生を拾う。（作画監督）
- 最果てのパラディン（総作画監督）
- 見える子ちゃん（作画監督）
- ビルディバイド -＃000000-（作画監督）

2022年
- 終末のハーレム（作画監督）
- アオアシ（作画監督）
- ヒーラー・ガール（作画監督）
- 金装のヴェルメイユ〜崖っぷち魔術師は最強の厄災と魔法世界を突き進む〜（作画監督、総作画監督）
- 邪神ちゃんドロップキックX（作画監督）
- 悪役令嬢なのでラスボスを飼ってみました（作画監督）
- 不滅のあなたへ（総作画監督）

2023年
- アリス・ギア・アイギス Expansion（作画監督）
- 実は俺、最強でした?（作画監督）
- Paradox Live THE ANIMATION（作画監督）

2024年
- 結婚指輪物語（作画監督、総作画監督）
- 外科医エリーゼ（作画監督）
- WIND BREAKER（作画監督）
- 甘神さんちの縁結び（総作画監督）
- 妖怪学校の先生はじめました!（作画監督）
- 株式会社マジルミエ（作画監督）

2025年
- Übel Blatt〜ユーベルブラット〜（作画監督・総作画監督）
- 渡くんの××が崩壊寸前（作画監督）

### 劇場アニメ
- 風の名はアムネジア（1990年、原画）
- ああっ女神さまっ（2000年、原画）
- 名探偵コナンシリーズ
  - 名探偵コナン 天国へのカウントダウン（2001年、原画）
  - 名探偵コナン 銀翼の奇術師（2004年、原画）
  - 名探偵コナン 水平線上の陰謀（2005年、原画）
  - 名探偵コナン 業火の向日葵（2015年、原画）
  - 名探偵コナン 純黒の悪夢（2016年、原画）
- スチームボーイ（2004年、原画）
- 劇場版 灼眼のシャナ（2007年、原画）
- 伏 鉄砲娘の捕物帳（2012年、原画）
- ポケモン・ザ・ムービーXY&Z ボルケニオンと機巧のマギアナ（2016年、原画）

### OVA
- 遠山桜宇宙帖 奴の名はゴールド（1988年、原画）
- ウルフガイ（1992年、作画監督）
- うしおととら（1992年 - 1993年、#2作画監督）
- キャシャーン（1993年、原画）
- 超時空世紀オーガス02（1993年、原画）
- マクロスプラス（1994年 - 1995年、作画監督、原画）
- 青山剛昌短編集2（1999年、キャラクターデザイン、作画監督）[3]
- 魔法使いTai!（1996年、原画）
- MAZE☆爆熱時空（1996ねん、作画監督）
- メルティランサー The Animation（1999年、作画監督）
- 炎のらびりんす（2000年、原画）
- 名探偵コナンシリーズ
  - 名探偵コナン コナンVSキッドVSヤイバ 宝刃争奪大決戦!!（2000年、キャラクターデザイン※須藤昌朋と連名で、ヤイバ側のキャラとまじっく快斗の小泉紅子のコスチュームのデザインを担当、作画監督）
  - 名探偵コナン 阿笠からの挑戦状! 阿笠vsコナン&少年探偵団（2007年、総作画監督）
- ゲートキーパーズ21（2003年、作画監督）
- はじめの一歩 間柴vs木村 死刑執行（2003年、原画）
- 最終兵器彼女 Another love song（2005年、原画）
- 鴉 -KARAS-（2007年、原画）
- 聖闘士星矢 THE LOST CANVAS 冥王神話（2009年、作画監督）
- エウレカセブンAO -ユングフラウの花々たち-（2012年、デザイン協力、作画監督）

### Webアニメ
- DEVILMAN crybaby（2018年、作画監督）
- A.I.C.O. Incarnation（2018年、作画監督）
- 無限の住人-IMMORTAL-（2019年、作画監督）